# Rollright Stones

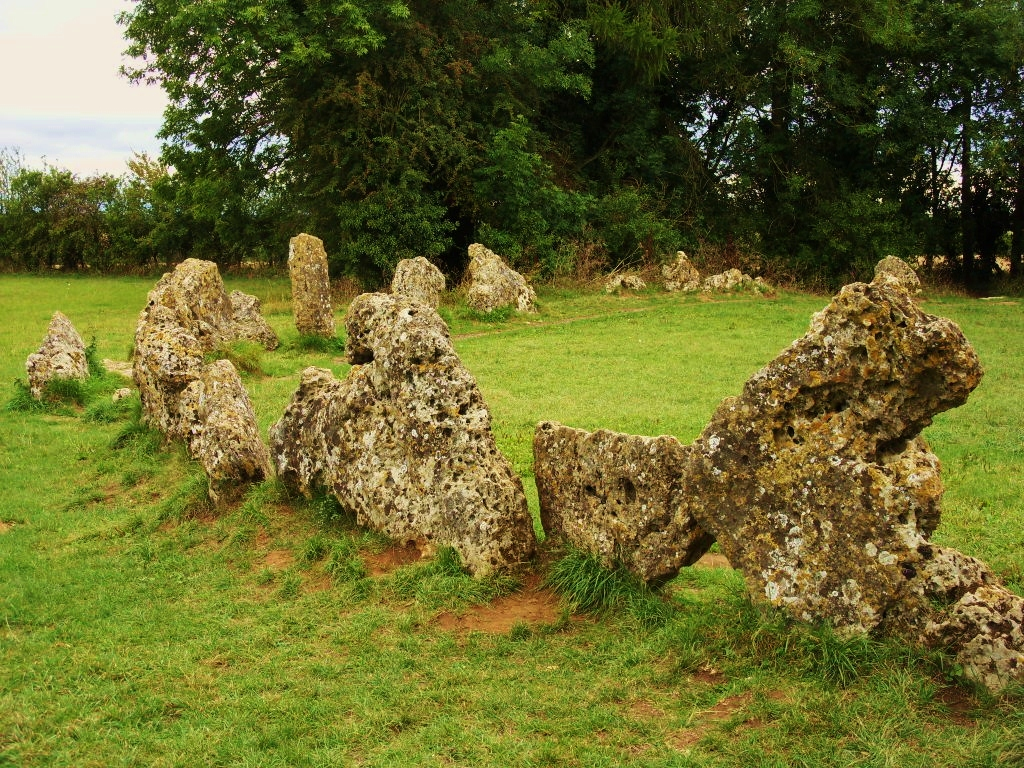
Fragment kromlecha King's Men, największej z trzech formacji tworzących Rollright Stones

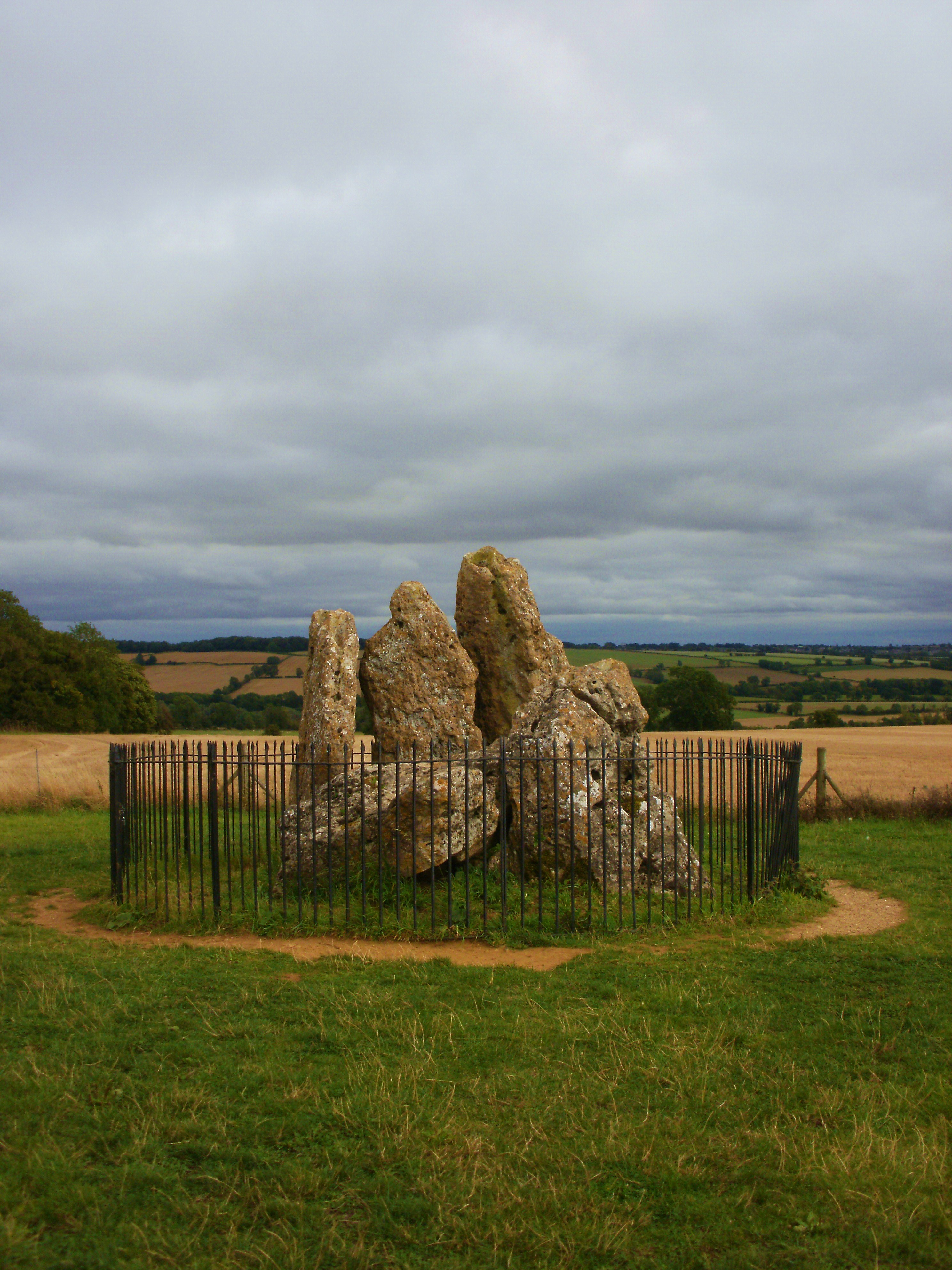
Whispering Knights

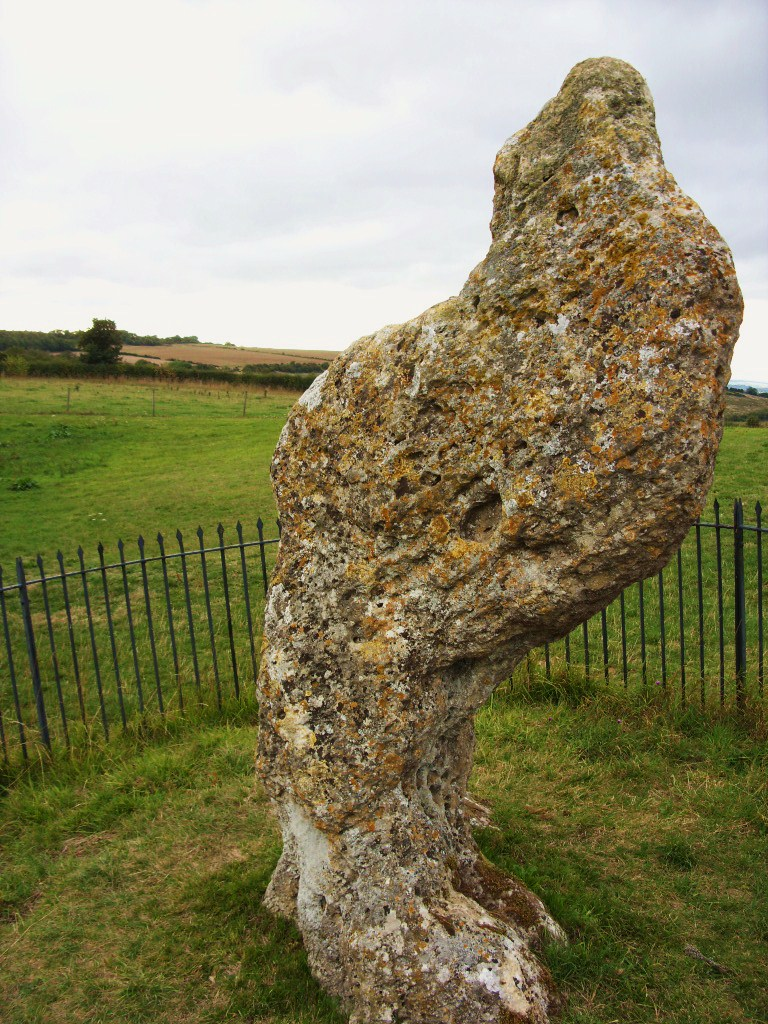
King Stone

Rollright Stones – kompleks trzech megalitycznych stanowisk, położonych na granicy hrabstw Oxfordshire i Warwickshire w Wielkiej Brytanii. Zbudowane z lokalnych oolitów, każde z trzech stanowisk w innym czasie, między IV a II tysiącleciem p.n.e.
Najstarszym stanowiskiem jest zbudowany w dolnym lub środkowym neolicie dolmen nazwany Whispering Knights (szepczący rycerze), będący najprawdopodobniej grobowcem. Jako drugi z kolei powstał kamienny krąg, zwany King's Men (ludzie króla), datowany na schyłkowy neolit lub wczesną epokę brązu, o funkcji prawdopodobnie rytualnej. Najmłodszy monumet, samotny monolit, jako jedyny położony w granicach Warwickshire (pozostałe stanowiska leżą na terenie hrabstwa Oxfordshire), zwany King Stone (król kamień), powstał w epoce brązu. Jest to prawdopodobnie rodzaj nagrobka.
Kamienny krąg, o średnicy 33 metrów, liczy obecnie 77 kamieni. Możliwe, że pierwotnie było ich 105, dotykających jeden drugiego.
Lokalny folklor zawiera podania i legendy, według których megality to zaklęci w kamień rycerze i król (w innej wersji: saksoński generał, mający ambicje zostać królem Anglii). Mówi też o kultywowaniu w okolicy czarnoksięstwa, odwiedzających to miejsce czarownicach, wiążąc
ich obecność z niewyjaśnionymi morderstwami, które faktycznie miały miejsce w okolicy.
Obecnie na terenie Rollright Stones mają miejsce obrzędy grup współczesnych pogan, np. druidów.